# Egon Rakette
Egon Helmut Rakette (ur. 10 maja 1909 w Raciborzu, zm. 2 października 1991 w Oberwinter) – niemiecki pisarz, autor wielu wierszy, powieści oraz opowiadań.
Egon Rakette urodził się w Raciborzu, w kamienicy przy dzisiejszej ulicy Wojska Polskiego 13 jako syn Hermanna Paula oraz Wiktorii Augusty, z domu Mnich. Pisownię jego nazwiska w 1934 roku sprostowano z "Rakete" na "Rakette".
Rakette ukończył gimnazjum we Wrocławiu, po czym studiował architekturę w Dessau. Po zakończeniu nauki pracował w administracji prowincji we Wrocławiu, a po II wojnie światowej, podczas której służył w wojsku, w Bonn, dochodząc do stanowiska wyższego radcy stanu.
W 1938 roku zaczął wydawać "Schlesische Reiche", będące zbiorem nowel oraz opowiadań związanych ze Śląskiem. Również po wojnie wykazywał aktywność wydawniczą, wydając łącznie 234 utwory innych autorów. Tworzył również własne dzieła. Jego dorobek to 85 wierszy, 9 powieści, 132 opowiadania, 2 zbiory opowiadań, 74 felietony i artykuły oraz kilkadziesiąt pogadanek radiowych.